# Adams-Farwell

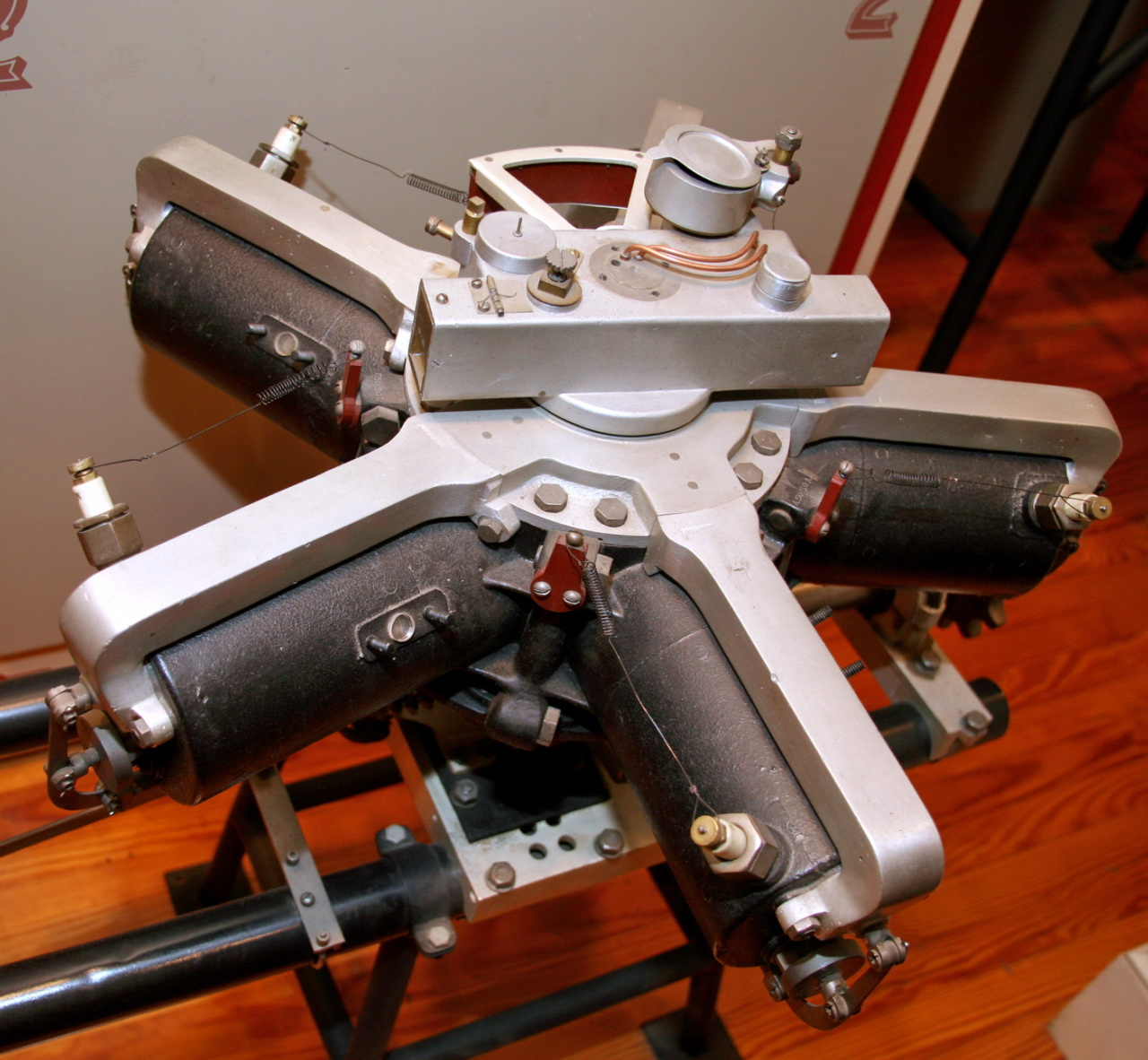
Adams-Farwell Gyro Motor Rotary, Gyrokopter-Motor für eine erfolgreiche Versuchsreihe, 1909

Die Adams Company war ein innovativer Autohersteller aus Dubuque, Iowa, USA, der von 1905 bis 1911 Fahrzeuge mit Umlaufmotor herstellte und unter der Marke Adams-Farwell verkaufte.

## Geschichte

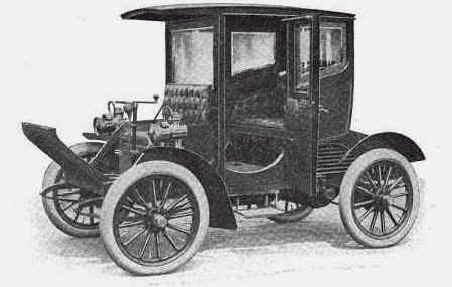
Adams Farwell Model No. 6 Convertible Brougham, 1905.

Das Unternehmen ging aus den Roberts & Langworthy Iron Works mit Sitz an der 57 South Main Street in Dubuque hervor, welche Grabkreuze und Parkbänke herstellte. Nach dem Rückzug Roberts’ aus dem Unternehmen 1883 erwarb Eugene Adams dessen Anteil und stieg als Sekretär und Geschäftsführer in das Unternehmen ein. 1885 folgte die logische Umbenennung in Langworthy and Adams Iron Works. Als 1892 auch Langworthy in den Ruhestand ging, konnte Eugenes Bruder Herbert Adams dessen Anteil kaufen. Nun wurde das Unternehmen als The Adams Company, Foundry and Machine Shop neu organisiert. Im gleichen Jahr wurde das Werk Opfer eines Brandes, und das Unternehmen bezog neue Räumlichkeiten an der East 4th Street. Nun wurden auch gusseiserne Maschinenbestandteile und Haushaltgeräte wie Waschmaschinen oder ein 1897 patentierter „Bodenheizungsventilator“ hergestellt, der warme Luft aus unteren in obere Räume verteilte. 1895 trat Fay Oliver Farwell (1859–1935) als Geschäftsführer in das Unternehmen ein.
Er begann bald mit Verbrennungsmotoren zu experimentieren und konstruierte einen liegend angeordneten 3-Zylinder-Umlaufmotor, dessen Zylinder und Kurbelwellengehäuse sich horizontal um eine stehend fixierte Kurbelwelle drehten. Ein- und Auslassventil wurden direkt in die Zylinderköpfe geführt. Ein Kegelradgetriebe übertrug die Kraft, die verrippten, umlaufenden Zylinder hatten Luftkühlung nur durch die Rotation. Die Idee zu deren sternförmiger Anordnung hatte Farwell nach der Beobachtung einer Dampfwinde; die Hauptvorteile sah er darin, dass das Triebwerk weder eine Schwungscheibe noch eine Kühlvorrichtung benötigte. 1898 baute er diesen Motor zwischen die Vorderräder einer eisenbereiften Kutsche. Bereits in den Prototyp Model No. 2 baute er seinen Motor jedoch im Heck ein. Diesem Konzept folgten alle weiteren Adams-Farwell. Für dieses zweite Fahrzeug verwendete er Fahrrad-Laufräder, für das dritte Artillerieräder (mit Holzspeichen). Das wahrscheinlich ähnliche Model No. 4 verkaufte er an einen Bürger von Dubuque. Prototype No. 5 wurde im Februar 1905 an der Automobilausstellung von Chicago (Illinois) gezeigt, wo erstmals auch Bestellungen entgegengenommen wurden. Er ging als Model 6 20/25 hp praktisch unverändert in Produktion. In Anzeigen wurde mit dem Slogan geworben: It spins like a top.

## Innovationen

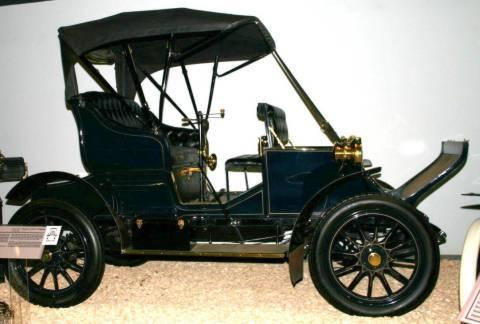
Adams-Farwell Series 6 40/45 hp mit Fünfzylinder-Umlaufmotor (8045 cm³ Hubraum), Karosserie von Connolly Carriage & Buggy Co. (1906); der einzige bekannte noch existierende Adams-Farwell. Er kann sowohl vom klappbaren Vorder- wie auch vom Rücksitz aus gelenkt werden.

Außer dem Motor hatte der Adams-Farwell weitere eigenwillige Lösungen zu bieten. Die einzige erhältliche Karosserievariante, bezeichnet als Convertible Brougham, war eigentlich ein Town Brougham. Ihr „veränderbarer“, konvertibler Teil bestand aus einer Sitzbank in der Spritzwand, die sich bei Bedarf aufklappen ließ. Der Lenkhebel – ein Lenkrad kam erst später – ließ sich samt daran angebrachten Bedienelementen mit wenigen Handgriffen entfernen und vor der hinteren Sitzbank wieder anbringen. Der praktische Nutzen: bei schlechtem Wetter musste nicht vom ungeschützten vorderen Sitz gefahren werden. Der Adams Farwell hatte einen Listenpreis von $ 2500 und war damit nach damaligem Verständnis ein Oberklassemodell.
1906 wurde aus dem Model 6 eine Series 6; neben dem bekannten 20/25 hp Dreizylinder war ein neuer Series 6 40/45 hp mit einem Fünfzylindermotor nach dem gleichen Konstruktionsprinzip und rund 8 Litern Hubraum erhältlich. Das Fahrgestell war etwas länger als bei den Modellen des Vorjahres.
Die Adams Company lieferte den 20/25 hp nun anstelle des Brougham als Landaulet (wahrscheinlich ein ähnlicher Aufbau mit abklappbarem hinterem Dachteil) und als 5-sitzigen Touring der gelegentlich Convertible Runabout genannt wurde. Den 40/45 hp gab es ebenfalls als Touring, als Landaulet (beide 5-sitzig) sowie als Extension Brougham; letzterer hatte einen um ca. 10 cm längeren Radstand. Markant länger war ein als Model 7-A bezeichneter 7-sitziger Touring mit einer konventionell aussehenden Front (ohne Kühler); wie bei anderen Fahrzeugen der Epoche befand sich trotzdem der Motor an der angestammten Stelle im Heck. Die Rückbank war leicht nach vorn, vor die Hinterachse, versetzt. Alle anderen Varianten hatten den aufklappbaren Frontsitz. Ebenfalls neu war der Model 8-A Gentleman’s Speed Roadster mit dem kürzesten Chassis des Modelljahrs, dem 40/45-hp-Motor und einer rahmenlosen Konstruktion, die als Vorläufer der selbsttragenden Karosserie gelten darf. Dieser Sportwagen war rund 120 km/h schnell, damals eine sehr beachtliche Geschwindigkeit.
Diese Modellvielfalt war 1907 vollständig verschwunden; es gab ausschließlich den Model 7-A Touring, neu mit noch längerem Radstand und höherem Preis.
1908 war wieder ein Jahr der Neuerungen. Wahrscheinlich mit dem neuen Model 9 50 hp wurde ein Vierganggetriebe eingeführt (die meisten Autos hatten damals 3 Gänge). Dazu gab es zwei Kupplungen, je eine für die Gänge 2 und 4 und eine für die Gänge 1, 3 und den Rückwärtsgang. Für jede Kupplung war ein eigener Schalthebel vorgesehen; betätigt wurden sie mittels eines gemeinsamen Hebels an der Lenksäule. So ließen sich zwei Gänge gleichzeitig vorwählen, zum Beispiel der zweite und der dritte Gang. Durch einfaches Umlegen des Kupplungshebels wurde jeweils einer davon eingelegt. Anstelle des Lenkhebels mit Handbetätigung gab es nun Gaspedal und Lenkrad. Damit entfiel die zwar Möglichkeit, die Lenkung auf eine andere Sitzposition umzusetzen. Stattdessen wurde die Lenksäule in einer Schiene vor den vorderen Sitzen geführt und ließ sich darin verschieben; das Auto war also ganz nach dem Wunsch des Fahrers ein Links- oder Rechtslenker. Es gab dieses Model 9 als Roadster für drei, als Touring für sieben und als Coupé für ebenfalls drei Personen. Leider war nun auch der Roadster konventionell gebaut.
Einen letzten Wechsel gab es für 1909. Das Coupé entfiel ersatzlos, der Roadster bekam einen weiteren Sitz und der Touring ein noch längeres Chassis. In dieser Form wurde der Adams-Farwell bis 1912 gebaut. Danach gab die Adams Company den Automobilbau auf. Von 1905 bis 1911 entstanden zwischen 52 und 200 Adams-Farwell.

## Modellübersicht
Die kleine Firma brachte eine recht eindrückliche Zahl an Modellen und Varianten heraus, wie die Übersicht zeigt:
| Baujahr    | Modell                    | Zylinder  | Leistung | Radstand mm / Zoll | Bauweise                   | Aufbau                     | Listenpreis |
| ---------- | ------------------------- | --------- | -------- | ------------------ | -------------------------- | -------------------------- | ----------- |
| 1898       | Model No. 1               | 3 Umlauf  |          |                    | Frontmotor; Hinterrantrieb | Express-Kutsche            | -           |
| 1899 (ca.) | Model No. 2               | 3 Umlauf  |          |                    | Heckmotor; Heckantrieb     |                            | -           |
| 1901       | Model No. 3               | 3 Umlauf  |          |                    | Heckmotor; Heckantrieb     |                            | -           |
| 1902 (ca.) | Model No. 4               | 3 Umlauf  |          |                    | Heckmotor; Heckantrieb     |                            |             |
| 1904–1905  | Model No. 5               | 3, Umlauf | 25 hp    |                    | Heckmotor; Heckantrieb     | Convertible Brougham       | -           |
| 1905       | Model No. 6 20/25 hp      | 3 Umlauf  | 25 hp    | 2134 / 84          | Heckmotor; Heckantrieb     | Convertible Brougham       | $ 2500      |
| 1906       | Series 6 20/25 hp Model A | 3 Umlauf  | 25 hp    | 2286 / 90          | Heckmotor; Heckantrieb     | Touring 5 Sitze            | $ 2000      |
| 1906       | Series 6 20/25 hp Model B | 3 Umlauf  | 25 hp    | 2286 / 90          | Heckmotor; Heckantrieb     | Landaulet 7 Sitze          | $ 2500      |
| 1906       | Series 6 40/45 hp         | 5 Umlauf  | 45 hp    | 2286 / 90          | Heckmotor; Heckantrieb     | Touring 5 Sitze            | $ 2500      |
| 1906       | Series 6 40/45 hp         | 5 Umlauf  | 45 hp    | 2286 / 90          | Heckmotor; Heckantrieb     | Landaulet 7 Sitze          | $ 3000      |
| 1906       | Series 6 40/45 hp         | 5 Umlauf  | 45 hp    | 2388 / 94          | Heckmotor; Heckantrieb     | Extension Brougham         | $ 4000      |
| 1906       | Model 7-A 40/45 hp        | 5 Umlauf  | 45 hp    | 2743 / 108         | Heckmotor; Heckantrieb     | Touring 7 Sitze            | $ 3000      |
| 1906       | Model 8-A 40/45 hp        | 5 Umlauf  | 45 hp    | 2184 / 86          | Heckmotor; Heckantrieb     | Gentleman’s Speed Roadster | $ 4000      |
| 1907       | Model 7-A 40/45 hp        | 5 Umlauf  | 45 hp    | 3048 / 120         | Heckmotor; Heckantrieb     | Touring 7 Sitze            | $ 3250      |
| 1908       | Model 9 50 hp             | 5 Umlauf  | 50 hp    | 3048 / 120         | Heckmotor; Heckantrieb     | Roadster 3 Sitze           | $ 3000      |
| 1908       | Model 9 50 hp             | 5 Umlauf  | 50 hp    | 3048 / 120         | Heckmotor; Heckantrieb     | Touring 7 Sitze            | $ 3500      |
| 1908       | Model 9 50 hp             | 5 Umlauf  | 50 hp    | 3048 / 120         | Heckmotor; Heckantrieb     | Coupé 3 Sitze              | $ 4000      |
| 1909–1912  | Model 9 50 hp             | 5 Umlauf  | 50 hp    | 3048 / 120         | Heckmotor; Heckantrieb     | Roadster 4 Sitze           | $ 3000      |
| 1909–1912  | Model 9 50 hp             | 5 Umlauf  | 50 hp    | 3251 / 128         | Heckmotor; Heckantrieb     | Touring 7 Sitze            | $ 3500      |

In Anzeigen von 1906 ist ein Touring mit „falscher“ Motorhaube und der Bezeichnung Model L abgebildet. Dabei handelt es sich wahrscheinlich um das Model 7-A 40/45 hp; weitere Angaben konnten nicht gefunden werden.

## Leistungsangaben
Leistungsangaben aus dieser Zeit sind unklar; damals gab es noch keine einheitliche Norm zur Berechnung. In der Regel bezieht sich der erste Wert auf die Steuer-PS und der zweite auf die Leistung (PS). In den USA wurden meist die Formeln der N.A.C.C. (“North American Chamber of Commerce”) oder der A.L.A.M. (“Association of Licenced Automobile Manufacturers”) angewendet. Die Leistung des Adam-Farwell Model 6 20/25 dürfte zwischen 15 und 20 kW und des Model 9 50 hp um 35 kW gelegen haben.

## Der einzige noch existierende Adams-Farwell
Das National Automobile Museum in Reno (Nevada) – ehemals Harrah Collection – besitzt das letzte noch existierende Fahrzeug der Marke, einen Series 6 40/45 hp Touring, karossiert von der Connolly Carriage & Buggy Company; mit Fünfzylindermotor und der aufklappbaren Sitzbank vorn. Es nahm am Concours d’Elegance in Pebble Beach 2011 teil und gewann die Charles A. Chayne Trophy für die fortschrittlichste Technik seiner Zeit.

## Weiterentwicklung ohne Autobau
Die Adams Company entwickelte auch leichte Gyrokopter-Motoren, die Versuchsmodelle von Emile Berliner 1909/10 und J. Newton Williams 1909 erfolgreich antrieben. Nach der Aufgabe des Automobilbaus (es ist nicht klar, wie lange Motoren hergestellt wurden) verlegte sich das Unternehmen auf die Eisengießerei und die Produktion von Zahnrädern. Fay Farwell verließ die Adams Company Anfang 1920 und versuchte danach, ein Patent für den Antrieb von Kirmes-Karussellen auszuwerten.